# Miguel Ángel Rubio Buedo
Miguel Ángel Rubio Buedo (* 31. August 1961 in Cuenca) ist ein ehemaliger spanischer Fußballspieler und heutiger Trainer. Während der 1980er und 1990er Jahre absolvierte er über 400 Spiele für die UE Lleida.
Nach seiner Profilaufbahn wurde er bei seinem ehemaligen Verein mehrmals Trainer. Derzeit trainiert er Atlético Monzón, mit denen er in der Saison 2008/2009 Meister der Tercera División wurde.
Sein Sohn Óscar Rubio Fauria ist ebenfalls Profifußballer und spielt derzeit bei Gimnàstic de Tarragona in der Segunda División.

## Erfolge als Spieler
- UE Lleida
  - Meister Segunda División: 1993
  - Meister Segunda División B: 1990

## Erfolge als Trainer
- UE Lleida:
  - Meister Segunda División B: 2004
- Monzón:
  - Meister Tercera División: 2009

| Personendaten    | Personendaten             |
| ---------------- | ------------------------- |
| NAME             | Rubio Buedo, Miguel Ángel |
| KURZBESCHREIBUNG | spanischer Fußballtrainer |
| GEBURTSDATUM     | 31. August 1961           |
| GEBURTSORT       | Cuenca, Spanien           |